# Desiree (Lied)
Desireé ist ein im November 1977 herausgegebener 3:19 Minuten langer Song, produziert von Bob Gaudio, geschrieben und aufgenommen von Neil Diamond, enthalten in seinem 1977 erschienenen Schallplattenalbum I’m Glad You’re Here with Me Tonight.

## Chartplatzierungen
Die Single, auf Seite B der Titel Once in a While, schaffte es auf Platz 16 der Billboard Hot 100 und wurde Number Eins der U.S. Easy Listening Charts, sogenanntes Adult Contemporary (AC) oder Dudelfunk. Es wurde Diamonds fünfter Nummer-1-Hit in den US-Charts und ein Platz 1 der AC Charts in Kanada.
In den American Top 40 wurde der Song regelmäßig bis zum 26. August 1978 gesendet.

## Text
An einem 3. Juni kommt „Desireé“, die er damals auf fast doppelt so alt wie er selbst schätzt, „wie die Morgensonne“ auf ihn zu und nimmt ihm seine Unschuld (Well I became a man / At the hands of a girl / Almost twice my age / And she came to me / Just like a morning sun). Am nächsten Morgen verschwindet sie wieder so schnell wie sie gekommen war und geht ihm seither nicht aus dem Kopf.